# Nectophryne afra
Nectophryne afra es una especie de anfibios de la familia Bufonidae.
Habita en Camerún, República Democrática del Congo, Guinea Ecuatorial, Gabón, Nigeria y, posiblemente en República Centroafricana y República del Congo.
Su hábitat natural incluye bosques secos tropicales o subtropicales y zonas previamente boscosas ahora muy degradadas.
Está amenazada de extinción.